# Úhřetice
Úhřetice település Csehországban, a Chrudimi járásban. Úhřetice Chrudim, Tuněchody, Vejvanovice, Pardubice, Dvakačovice és Úhřetická Lhota településekkel határos. Lakosainak száma 503 fő (2024. január 1.).

## Népesség
A település lakosságának változását az alábbi diagram mutatja:
| Lakosok száma | 365  | 430  | 514  | 424  | 571  | 462  | 478  | 472  | 487  | 503  |
|               | 1869 | 1890 | 1921 | 1950 | 1980 | 2001 | 2017 | 2019 | 2022 | 2024 |